# 福井県道112号栃神谷鳴鹿森田線
福井県道112号栃神谷鳴鹿森田線（ふくいけんどう112ごう とちがみやなるかもりたせん）は、福井県勝山市と同県福井市を結ぶ一般県道である。

## 路線概要
福井県内における地方区分である越前と奥越前（奥越）を結ぶ役割を担う路線である。国道416号および福井県道17号の役割りを補完し、災害時に不通となった場合に迂回路として活躍することが見込まれる路線である。ただし永平寺町内では全区間が重複しているため、この役割りが完全に果たせているか疑問ももたれる。
また福井市、坂井市内では南北に走る路線と交差することで、この地域の交通をより円滑にする役割も担っている。指定区間が福井県内の一般県道では1、2を争う長大さを誇る路線なので、地域によって役割が大きく変わる路線といえるだろう。

### 路線データ
- 起点：福井県勝山市村岡町栃神谷
- 終点：福井県福井市栄町

## 通過する自治体
- 福井県
  - 勝山市 - 吉田郡永平寺町 - 坂井市 - 吉田郡永平寺町 - 坂井市 -  吉田郡永平寺町 - 坂井市 - 福井市

永平寺町・坂井市境を5度通る。これは九頭竜川旧川（裏川）の本川からの締切と一部埋立等の改修が行われ、かつ坂井市の旧坂井郡丸岡町にあった一部が吉田郡の旧志比村（町政施行時に先代の永平寺町へ名称変更）へ編入したことにより市町境が入り組んだ地域を通していることによる。

## 道路状況
指定区間が非常に長大であり、多くの重複区間を持つため、地域によって道路状況も大きく変わる路線である。起点から福井県道17号との重複区間までは、集落同士を繋ぐ1.5から1.8車線程度の細い道路が延々と続く。この区間は道路の狭い区間では自動車同士のすれ違いが困難な箇所もある。そして重複区間内は非常に高規格な片側1車線の確保された快走路へと変貌する。重複から離れ永平寺町と坂井市の堺をクネクネと進む区間も重複区間ほどではないが、快適に走行できる程度の道幅が確保されている。しかし終点が近づくにつれ徐々に道幅が細くなり、住宅街の路地程度の細さになる。そして終点直前にまた片側1車線に戻り終わりを迎える。全体を通して走行しやすい箇所と走行し難い箇所が分かれる路線といえるだろう。
現在は現道1ルートのみとなっているが、吉田郡永平寺町域では九頭竜川対岸の中部縦貫自動車道の上志比IC - 永平寺IC付近間に並行する新設路を本路線新道として整備・供用開始した区間がある（現在は国道416号や国道364号＜旧道＞となっている）ほか、坂井市丸岡町羽崎の国道8号交点以西の区間ついても起点側から直進の経路をとって単独区間のまま終点に達していたが、現在は一旦国道8号を北上して坂井市部が県の新設路、福井市部は市の土地区画整理事業によって整備された路線に指定替えされ、北陸新幹線交差部以西は従前終点で接続していた福井県道30号福井丸岡線との重複区間となった。なお、市道へ格下げされた旧県道ルートも両市境付近にクランクができるなど形状変更されている。

## 接続路線
- 国道157号（勝山市村岡町栃神谷、起点）
- 国道416号（勝山市野向町竜谷）
- 福井県道17号勝山丸岡線（勝山市北郷町坂東島 - ＜重複＞- 坂井市丸岡町上久米田）

福井県道17号勝山丸岡線重複区間内の接続路線
- 国道364号（福井県道232号竹田東古市停車場線重複）（永平寺町鳴鹿山鹿・鳴鹿三差路交差点 -＜重複＞- 坂井市丸岡町上久米田・上久米田交差点）

- 福井県道110号北野松岡線（坂井市丸岡町新鳴鹿一丁目・新鳴鹿一丁目交差点）
- 福井県道164号大畑松岡線（永平寺町松岡兼定島）
- 福井県道167号磯部島西瓜屋線（坂井市丸岡町磯部島・磯部島交差点）
- 国道8号（福井バイパス）（坂井市丸岡町羽崎・羽崎交差点 -＜重複＞- 同市丸岡町上安田・上安田交差点）
- 福井県道268号福井森田丸岡線（福井県道30号福井丸岡線＜新道＞重複）（福井市栗森二丁目・栗森町東交差点）
- 福井県道30号福井丸岡線＜現道＞（福井市栗森二丁目・栗森町東交差点 -＜重複＞- 同市栄町・森田駅前交差点、終点）

福井県道30号福井丸岡線＜現道＞重複区間内の接続路線
- 福井県道29号福井金津線＜旧道＞（福井市石盛一丁目 -＜重複＞- 同市上森田一丁目・六才橋交差点）
- 福井県道125号森田停車場線（福井市栄町・森田駅前交差点、終点）

## 沿線
- 福井県立クレー射撃場
- 薬師の大銀杏
- コスモスの里
- 九頭竜川鳴鹿大堰
- 福井県総合グリーンセンター
- 福井大学松岡キャンパス（医学部）
  - 福井大学医学部附属病院
- 福井県食品加工研究所
- 福井県立大学本部・永平寺キャンパス
- 福井市森田連絡所
- ハピラインふくい線 森田駅